# Vitor Manuel Fernandes dos Santos
 (janvier 2018).
Si vous disposez d'ouvrages ou d'articles de référence ou si vous connaissez des sites web de qualité traitant du thème abordé ici, merci de compléter l'article en donnant les références utiles à sa vérifiabilité et en les liant à la section « Notes et références ».
Pour les articles homonymes, voir Fernandes.
Vitor Manuel Fernandes dos Santos est un artiste portugais.
Vitor Manuel Fernandes dos Santos a dessiné la face nationale du set de pièces portugaises en euro, avec pour motif le sceau royal portugais de 1134, 1142 et de 1144.